# Kiyoshi Ogawa
Kiyoshi Ogawa (小川 清, Ogawa Kiyoshi) (22 octobre 1922 - 11 mai 1945) est un enseigne de vaisseau, pilote de la marine impériale japonaise. Il effectua une attaque kamikaze contre le porte-avions américain USS Bunker Hill le 11 mai 1945 durant la bataille d'Okinawa.
Lors de l'opération Kikusui No. 6 (en) il pilote un chasseur Zéro équipé d'une bombe ventrale. Ogawa attaque le porte-avions américain dont les tirs anti-aériens ne parviennent pas à l'arrêter. Il largue sa bombe de 250 kg puis s'écrase délibérément sur le pont d'envol près de l'îlot. La bombe pénètre le navire et explose. Les réserves de carburant prennent feu et plusieurs explosions ont lieu quand les avions réarmés et réapprovisionnés en carburant explosent à leur tour. Près de 400 marins américains meurent dans l'attaque suicide d'Ogawa. Le navire attaqué est inutilisable pour le restant de la guerre.

## Biographie
Né en 1922 dans la préfecture de Gunma, Ogawa est le dernier enfant de la famille Oshia. Après une bonne scolarité, il entre à l'université Waseda à Tokyo.
Après son diplôme, Ogawa devient gakuto (étudiant-soldat, étudiant devenu soldat ou officier durant ses années d'études) et reçoit un entraînement dans la 14e promotion de la réserve étudiante de l'aviation. Les cadets de cette promotion tendent à avoir plus d'idées libérales, n'ayant pas été formés en école militaire, et connaissent généralement mieux l'étranger. Bien que quelques officiers se montrassent bienveillants envers ces étudiants-soldats, la plupart les traitent durement. Une fois sur la base, beaucoup d'étudiants sont quotidiennement victimes de sévères punitions corporelles, étant donné que chaque petite erreur irritant le supérieur peut être le prétexte à ces punitions.
Ogawa sort diplômé de l'aviation de réserve et est nommé enseigne de vaisseau dans le 306e escadron de chasseur du 721e kōkūtai de la marine impériale à Kanoya. 
Ogawa se porte ensuite volontaire pour intégrer la force d'attaque kamikaze (tokubetsu kōgeki tai) Dai 7 Showa-tai. 
Puisque les attaques ne s'effectuent qu'avec des pilotes volontaires, il y a deux méthodes pour convaincre les potentiels candidats. La première s'applique à tous les pilotes en général, et l'autre est un sondage uniquement destinée aux cadets comme Ogawa. Le sondage pose la question : « Désirez-vous sérieusement/moyennement/pas du tout participer aux attaques kamikazes ? ». Kiyoshi Ogawa doit entourer l'une des propositions, ou laisser le papier blanc. La raison d'effectuer ce sondage plutôt que d'attendre que des volontaires se désignent est parce que l'armée sait que ses membres qui viennent des universités ont une vision élargie, et ne se portent pas facilement volontaires pour ce genre de missions. Quelques étudiants-soldats, qui ne sont pas volontaires, subissent des pressions pour entourer « sérieusement »
Beaucoup d'anciens étudiants des meilleures universités du pays se portent volontaires pour devenir kamikazes.

### Bataille d'Okinawa
Le matin du 11 mai 1945, l'USS Bunker Hill, navire-amiral du vice-amiral Marc Mitscher, participe à la Task Force 38 à 122 kilomètres à l'est d'Okinawa lors de l'invasion de l'île. Le Bunker Hill et la 5e Flotte partent d'Ulithi en février 1945, pour frapper Okiwana et les autres îles japonaises. Il participe intensivement à couler le cuirassé japonais Yamato le 7 avril.
Le 11 mai, la marine impériale japonaise lance de nombreuses attaques kamikazes dans l'opération Kikusui Rokugi Sakusen (Operation Kikusui « Chrysanthème flottant » No. 6). Le matin, des pilotes des escadrons d'attaque suicide Tokkōtai décollent de leurs bases. Parmi eux se trouve Kiyoshi Ogawa, membre de l'escadron Dai-nana Showa-tai, aux commandes d'un Zéro modifié pour transporter une bombe de 250 kg sous le fuselage.
Au large des côtes d'Okinawa, Ogawa, aux côtés de Seizō Yasunori, un autre pilote de Zéro de l'escadron, aperçoit le Bunker Hill. Le navire est en mer depuis 58 jours, et en raison d'une accalmie dans les combats, l'équipage met le navire en service minimum et essaie de se reposer. À 10h04, le capitaine James E. Swett (en), patrouillant aux commandes de son Chance Vought F4U Corsair, envoie le message « Alerte ! Alerte ! Deux avions plongent sur le Bunker Hill ! ».
Ogawa et son coéquipier plongent en piqué si rapidement que les canonniers du navire ont à peine le temps d'ouvrir le feu. Le coéquipier d'Ogawa lâche sa bombe de 250 kg qui traverse le pont d'envol et le côté, et explose juste au-dessus du niveau de l'eau. Son avion s'écrase sur le pont d'envol et glisse sur le côté, détruisant presque tous les 34 avions parqués ayant fait le plein de munitions et de carburant. Dans le même temps, Ogawa passe à travers le feu des défenses anti-aériennes et vise le pont d'envol pour causer les dommages les plus importants, comme les pilotes kamikazes sont formés à le faire. Plongeant quasiment à la verticale, il jette sa bombe juste avant l'impact sur le pont d'envol, et s'écrase près de l'île vers 10h05.

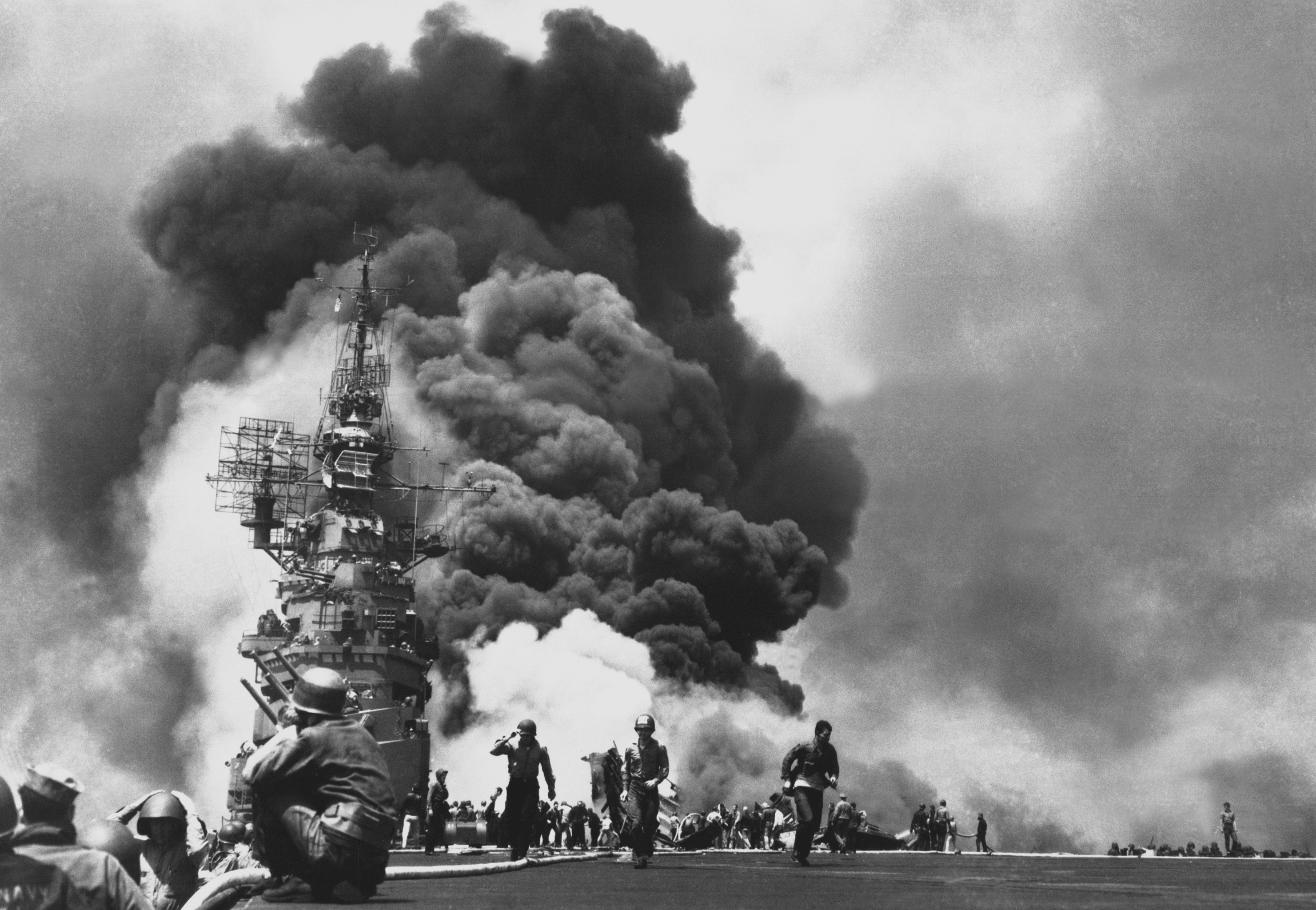
La bombe d'Ogawa dévastant le Bunker Hill.

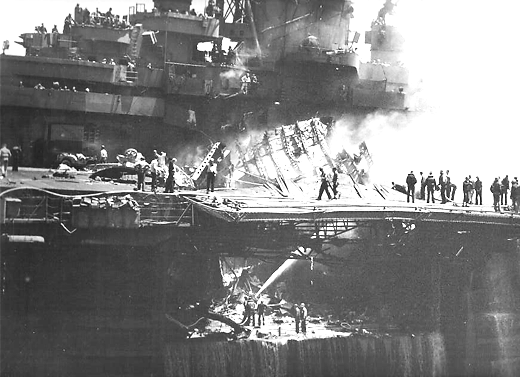
Dégâts après l'impact de l'avion d'Ogawa.

La bombe de 250 kg pénètre le pont d'envol du Bunker Hill et explose. Les feux de carburant débutent et plusieurs explosions ont lieu. La bombe explose cependant avant d'atteindre le hangar. Le blindage du Bunker Hill protégeant la machinerie se révèle efficace. Une amélioration significative des navires de classe Essex sur les autres porte-avions américains de l'époque est d'être équipés d'un pont d'envol fortement blindé, en plus d'un second pont blindé au niveau du hangar destiné à faire exploser les bombes avant qu'elles n'atteignent la machinerie vitale et l'électronique.
La bombe d'Ogawa fait un grand trou dans le pont d'envol. Dans la tour de contrôle, le vice-amiral s'échappe de justesse mais perd douze de ses officiers d'État-major dont son propre médecin.
Beaucoup des pilotes du Bunker Hill meurent dans leurs avions ou à l'intérieur du navire durant l'attaque. 22 pilotes de chasseurs sont tués dans la pièce de préparation par l'explosion de la bombe qui brûle immédiatement tout l'oxygène de la pièce et asphyxie les hommes.
Son navire amiral étant dans un sale état, le vice-amiral Mitscher décide de quitter le navire tant qu'il le peut encore. Le destroyer USS English (en), naviguant aux côtés du Bunker Hill, aide à combattre le feu et à secourir le vice-amiral, qui sera plus tard affecté au navire Enterprise.
Parmi l'équipage du Bunker Hill, 352 hommes sont tués, 264 blessés et 41 disparus. Des centaines sont propulsés par-dessus bord ou sont forcés de sauter pour fuir le feu. Le capitaine James E. Swett réunit 24 des avions environnants, principalement des F4U Corsairs, et ils larguent des fumigènes colorés et des gilets de sauvetage aux hommes nageant dans le pétrole. Le Bunker Hill est finalement secouru et le navire parcourt 11 000 km jusqu'au chantier naval de Puget Sound avec ses propres moteurs. À son arrivée, il est surnommé le « navire le plus endommagé » à entrer dans le chantier naval, et ses réparations durent jusqu'à la fin de la guerre.
Selon Robert Schock, un plongeur se trouvant à bord du Bunker Hill, l'avion d'Ogawa n'était pas complètement détruit après avoir pénétré le pont d'envol, mais est resté en partie intact et n'a pas pris feu. De plus, l'épave est restée dans le hangar du navire, à moitié plongée dans l'eau, avec des étincelles tout autour. Ogawa est retrouvé mort dans le cockpit, et avait retiré son nom de son uniforme de pilote, et avait sur lui une lettre sur sa dernière mission, quelques photographies, une ceinture du harnais du parachute, et une grande montre d'aviateur fracassée du genre de celles portées par les pilotes japonais.

## Postérité
Le 27 mars 2001, Yoko Ogawa, la petite-nièce d'Ogawa, sa mère, et Masao Kunimine, un ancien ami étudiant de Kiyoshi Ogawa, reçoivent ses effets personnels à San Francisco, près de 56 ans après l'opération Kikusui No. 6.
Dans sa dernière lettre, l'enseigne Kiyoshi Ogawa écrit à ses parents :
Je vais faire une sortie, voler au-dessus de ces nuages calmes avec un sentiment paisible. Je ne peux penser ni à la vie ni à la mort. Tous les hommes doivent mourir, et aucun jour n'est plus honorable qu'aujourd'hui pour se dédier à la cause éternelle. (...) J'irais au front en souriant. Le jour de la sortie est pour toujours.